# Ткачук Ніна Степанівна
Ні́на Степа́нівна Ткачу́к (Зубачук) (нар. 14 лютого 1952, село Велика Клітна, тепер Красилівського району Хмельницької області) — українська радянська діячка, ланкова колгоспу «Шлях до комунізму» Красилівського району Хмельницької області. Депутат Верховної Ради УРСР 9—10-го скликань.

## Біографія
Освіта середня. Член ВЛКСМ.
З 1969 року — телятниця, ланкова колгоспу «Шлях до комунізму» села Мала Клітна Красилівського району Хмельницької області.
Потім — на пенсії в селі Велика Клітна Красилівського району Хмельницької області.

## Нагороди
- орден «Знак Пошани»
- ордени
- медалі